# Günter Wallraff

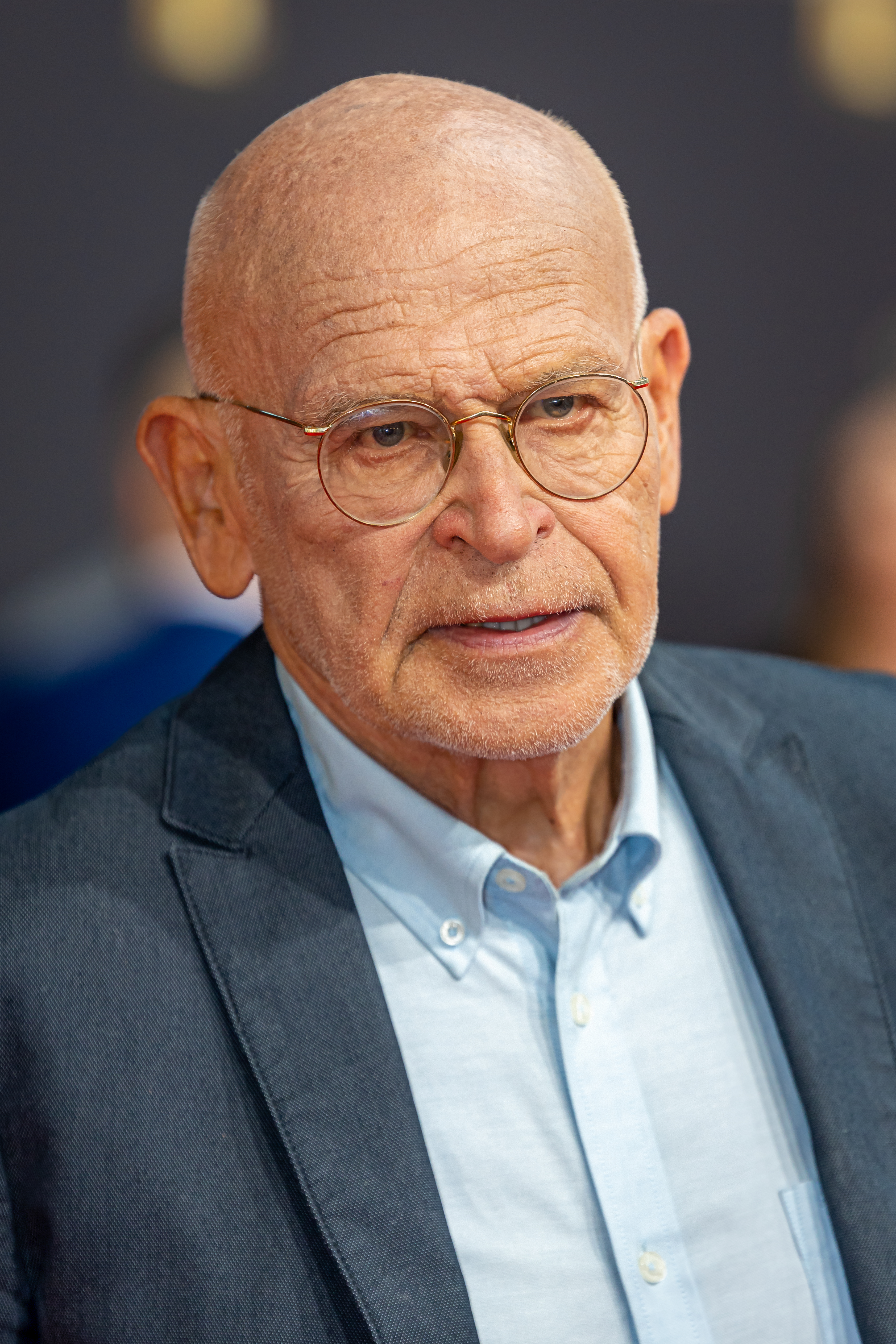
Günter Wallraff (2022)

Hans Günter Wallraff (* 1. Oktober 1942 in Burscheid) ist ein deutscher investigativer Journalist und Schriftsteller. Er ist durch seine Reportagen über diverse Großunternehmen, die Bild-Zeitung und verschiedene Institutionen bekannt geworden.

## Biografie
H. Günter Wallraff wurde als Sohn von Josef Wallraff und seiner Frau Johanna Wallraff, geborene Pannier, in Burscheid geboren. Sein Vater war Antifaschist, bereiste viele Länder und wurde in Spanien sesshaft. Nach dem Tod seiner spanischen Frau lernte er Wallraffs Mutter kennen. Er war erst Arbeiter, später Angestellter bei Ford in Köln. Seine Mutter entstammte einer südfranzösischen Hugenottenfamilie, ihre Eltern waren Klavierbauer. Als Günter Wallraff fünf Jahre alt war, erkrankte sein Vater schwer – eine Folge seiner Arbeit in der Lackiererei von Ford, die sein Sohn später „Lackhölle“ nannte. Da die Mutter für den Unterhalt der Familie arbeiten gehen musste, kam Günter Wallraff vorübergehend in ein katholisches Waisenhaus. Nach seiner Geburt evangelisch getauft, wurde er nun auf Drängen der Ordensschwestern mit Einwilligung seines todkranken Vaters katholisch. Als er 16 Jahre alt war, starb sein Vater. Zu Gymnasialzeiten schrieb Wallraff einige Gedichte und schickte sie Heinrich Böll, mit dessen Neffen er befreundet war und dessen Nichte er später heiratete. Er unterstützte seine Mutter als Zeitungsausträger und Lagerarbeiter. Nach der 10. Klasse verließ er das Gymnasium und begann eine Buchhändlerlehre, die er 1962 abschloss. Von 1957 bis 1961 hatte er als Buchhändler gearbeitet.

Im Frühjahr 1963 stellte Wallraff zwei Monate vor der Einberufung zur Bundeswehr einen Antrag auf Kriegsdienstverweigerung; weil dieser Antrag jedoch zu spät erfolgte, wurde er zum 1. Juli 1963 eingezogen. Er versuchte mit verschiedenen Aktionen, seine vorzeitige Entlassung zu provozieren. Als der Antrag Ende September abgelehnt wurde, legte er umgehend Widerspruch ein. Wallraff (Dienstgrad Schütze) weigerte sich 10 Monate, ein Gewehr in die Hand zu nehmen. Seine Vorgesetzten, darunter ehemalige Nazis, ließen ihn an Gewaltmärschen teilnehmen. Statt eines Gewehrs hatte er einen langen Stock zu schultern. Seine Erfahrungen notierte Wallraff und kündigte, unterstützt von Böll, das Veröffentlichen eines Bundeswehrtagebuchs an, als Enthüllungsartikel für Twen. Daraufhin bot man ihm Freistellung gegen Veröffentlichungsverzicht an, was Wallraff ablehnte. Der Truppenarzt nahm einen Sturz mit Gehirnerschütterung trotz Genesung zum Vorwand, ihn in die geschlossene neurologisch-psychiatrische Abteilung des Bundeswehrlazaretts Koblenz einzuweisen. Dort wurden „kein krankhafter Befund“ oder „körperliche Beschwerden“ festgestellt, jedoch erklärte man ihn mit Tauglichkeitsgrad VI für „verwendungsunfähig auf Dauer“. Die Diagnose „abnorme Persönlichkeit“ und „untauglich für Krieg und Frieden“ im vorläufigen Entlassungsbericht wurde mit Wallraffs Veröffentlichungen in der „Zeitschrift für Lyrik“ und seinem Interesse an pazifistischer Literatur begründet. Wegen „Entwicklung individualistischer pazifistischer Überzeugung“ sei er „dauernd verwendungsunfähig“ und würde „auch im Verteidigungsfall nur als Versager auftreten“. Dieser Befund des Oberstabsarztes vom 14. Februar 1964, neurologisch-psychiatrische Abteilung des Bundeswehr-Krankenhauses, ist heute im Militärhistorischen Museum in Dresden ausgestellt. Seine Erfahrungen veröffentlichte Wallraff 1964 in Twen und später in zwei Buchausgaben (1982, 1994). Trotzdem ist Wallraff für eine Wiedereinsetzung der Wehrpflicht bzw. eines sozialen Pflichtjahres in Deutschland, da er bei einer Berufsarmee die Gefahr einer geschlossenen Gesellschaft und in einem Pflichtjahr gesellschaftliche Vorteile sehe.

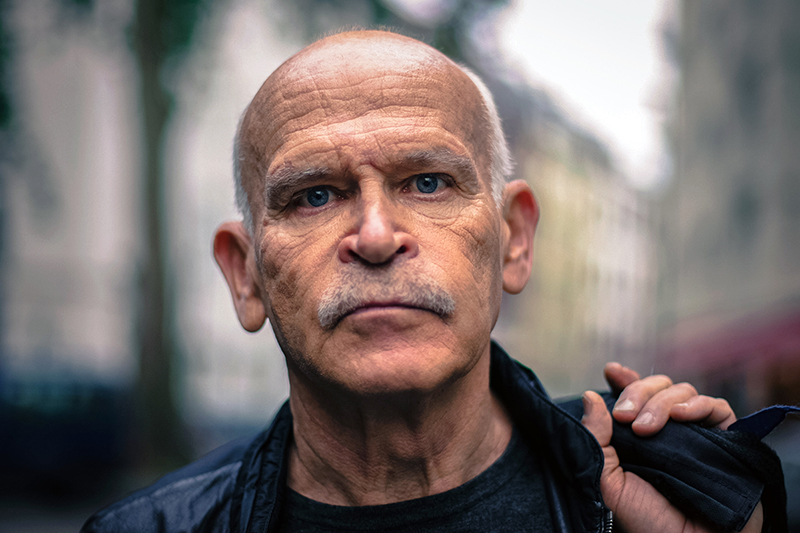
Günter Wallraff (2012)

### Die ersten Reportagen
Von 1963 bis 1966 war Wallraff als Arbeiter bzw. Fabrikarbeiter in diversen Großbetrieben tätig, unter anderem in einer Sinteranlage eines Stahlwerks von Thyssen. Die Gewerkschaftszeitung Metall druckte 1965 erste Reportagen ab, mit denen er Aufsehen erregte. Im darauf folgenden Jahr veröffentlichte Wallraff einen ersten Sammelband Wir brauchen dich – Als Arbeiter in deutschen Industriebetrieben (Taschenbuchausgabe 1970: Industriereportagen). Die Reportagen lieferten authentische Einblicke in die industrielle Arbeitswelt. Nachdem Wallraff durch seine Industriereportagen bekannt geworden war, schloss er sich 1965 der Dortmunder Gruppe 61 an. Im darauf folgenden Jahr arbeitete er erst für das Hamburger Abendecho, dann bis 1967 für die Zeitschrift pardon als Redakteur, ab 1968 schließlich für die Zeitschrift konkret.
Trotz „Wallraff-Steckbriefen“ in den Chefetagen der von ihm „besuchten“ Unternehmen, mit denen andere Personalbüros vorgewarnt werden sollten, konnte er seine Recherchen unerkannt fortsetzen, indem er stets eine andere Identität annahm. So erschienen 1969 13 unerwünschte Reportagen, für die er beispielsweise in die Rolle eines Alkoholikers in einer psychiatrischen Klinik, eines Obdachlosen, eines Studenten auf Zimmersuche sowie eines potenziellen Napalmlieferanten für die Streitkräfte der Vereinigten Staaten schlüpfte. Nach der Veröffentlichung des Buches wurde er wegen Amtsanmaßung angeklagt, weil er sich bei verschiedenen Unternehmen am Telefon als „Ministerialrat Kröver von einem Zivilausschuss des Bundesinnenministeriums“ ausgegeben hatte. Das Amtsgericht Frankfurt am Main sprach ihn am 9. Dezember 1969 frei, weil er „mit seiner Berufung auf ein Informations- oder Notwehrrecht einem ‚Tatbestandsirrtum‘ unterlegen sei, der den strafbaren Vorsatz ausschließe“.
Im Jahr 1971 strahlte das ZDF die von Wallraff geschriebene Fernsehreportage Flucht vor den Heimen aus, in der es um Fürsorgeerziehung ging. In der Folgezeit recherchierte er mehr und mehr zusammen mit anderen Autoren. So erschien 1973 Ihr da oben – wir da unten und wurde sofort ein Bestseller. Während Bernt Engelmann die Ansichten und Lebensgewohnheiten von Industriellen untersuchte, ermittelte Wallraff in entsprechenden Betrieben undercover als Arbeiter, darunter die Melitta-Werke, Fichtel & Sachs und Thurn und Taxis, sowie in der Rolle eines Portiers und Boten im Gerling-Konzern.
Das Oberverwaltungsgericht für das Land Nordrhein-Westfalen wies 1982 in einem Berufungsverfahren die Klage Wallraffs gegen die Überwachung seines Telefons im März 1974 zurück und bezeichnete die Durchführung als rechtmäßig.

### Protest und Inhaftierung in Griechenland
Als Delegierter des „Ausschusses Griechenland-Solidarität“ kettete sich Wallraff am 10. Mai 1974 an einen Lichtmast auf dem Syntagma-Platz in Athen und verteilte Flugblätter, die das Terrorregime der griechischen Militärdiktatur kritisierten. Da die heraneilenden Geheimpolizisten Wallraff für einen Einheimischen hielten, misshandelten sie ihn an Ort und Stelle. Im Hauptquartier der Sicherheitspolizei wurde er gefoltert, bis er seine Identität offenbarte. Nach seiner Verurteilung zu 14 Monaten Einzelhaft kam er in das Gefängnis in Korydallos. Nach dem Zusammenbruch der Militärdiktatur wurden im August alle politischen Häftlinge freigelassen, unter ihnen Wallraff. In dem Buch Unser Faschismus nebenan. Griechenland gestern – ein Lehrstück für morgen hat Wallraff seine Erfahrungen, mithilfe von Eckart Spoo, dargestellt.
Der Vorfall wurde von Klaus Staeck 1975 in einem Plakat mit dem Titel „Die Kunst der 70er Jahre findet nicht im Saale statt“ aufgegriffen.

### Spínola-Aktion
In der Rolle eines Waffenhändlers und Franz-Josef-Strauß-Unterhändlers kam Wallraff am 25. März 1976 in Düsseldorf mit dem früheren portugiesischen Staatspräsidenten General Spínola zusammen, dessen Gefolgsleute er während eines dreimonatigen Portugal-Aufenthaltes kennengelernt hatte. Bevor Spínola seinen Putschplan in die Tat umsetzen konnte, machte Wallraff die Details darüber am 7. April auf einer Pressekonferenz in Bonn publik. Während die Medien im europäischen Ausland sehr ausführlich darüber berichteten, nahmen sich in der Bundesrepublik Deutschland lediglich das ARD-Magazin Panorama, der Stern sowie die auflagenschwachen Blätter antifaschistischer Ausrichtung des Themas an. Wallraff, der zu dieser Zeit vom Bundesnachrichtendienst überwacht wurde, und Hella Schlumberger schrieben dann das Buch Aufdeckung einer Verschwörung. Die Spínola-Aktion.

### „Anti-Bild-Trilogie“

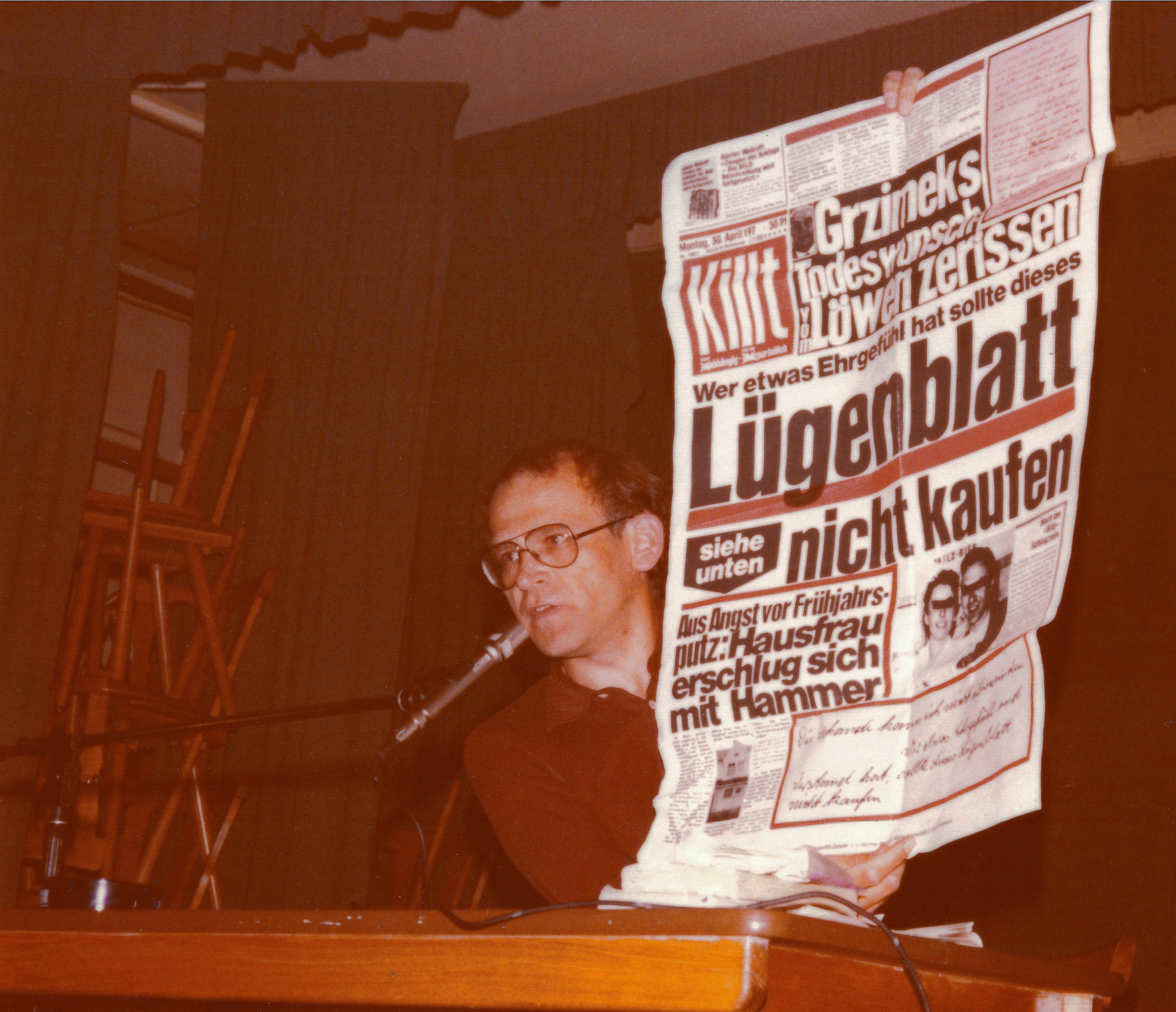
Günter Wallraff bei einer Lesung während seiner Anti-Bild-Kampagne 1981

Im Jahre 1977 arbeitete Wallraff dreieinhalb Monate lang als Redakteur bei der Bild-Zeitung in Hannover. In dem Bestseller Der Aufmacher. Der Mann, der bei „Bild“ Hans Esser war schildert er seine Erfahrungen in der Lokalredaktion Hannover und weist der Bild-Zeitung schwere journalistische Versäumnisse und unsaubere Recherchemethoden nach. Der Deutsche Presserat sprach daraufhin sechs Rügen gegen die Bild-Zeitung aus und rügte auch Wallraff für seine „nicht zulässige verdeckte Recherche“. Die Axel Springer AG verklagte Wallraff daraufhin mehrfach, sodass in den weiteren Auflagen etliche Passagen geändert wurden. Seit 2012 erscheint das Buch wieder unzensiert.
1978 rief Wallraff den Hilfsfonds „Wenn Bild lügt, kämpft dagegen“ ins Leben, um Betroffene der Bild-Berichterstattung juristisch zu unterstützen. 1979 erschien das Buch Zeugen der Anklage. Die „Bild“-Beschreibung wird fortgesetzt. Darin äußerten sich erstmals viele Betroffene und langjährige Mitarbeiter des Blattes. 1981 folgte Das „Bild“-Handbuch. Das Bild-Handbuch bis zum Bildausfall als eine Art juristischer Ratgeber für Geschädigte.
Im selben Jahr fand die von der Axel Springer AG eingeleitete Prozess-Serie, die der Repression des Werks diente, ein Ende. Der Bundesgerichtshof entschied weitgehend zu Gunsten Wallraffs. Dagegen legte die Axel Springer AG eine Verfassungsbeschwerde beim Bundesverfassungsgericht ein. In seinem Grundsatzurteil vom 25. Januar 1984 rügte dieses aber lediglich die teils wörtliche Schilderung einer Redaktionskonferenz.
1987 gab der konkret-Herausgeber Hermann L. Gremliza bekannt, dass er den Großteil der „Anti-BILD-Trilogie“ als Ghostwriter geschrieben habe. Wallraff habe kein einziges seiner Bücher ganz allein geschrieben. Gremliza wiederholte im Januar 2012 nochmals, er selbst habe den Aufmacher von Anfang bis Ende geschrieben. Uwe Herzog gab an, Teile der Recherchen zu Ganz unten durchgeführt und einen Teil dieses Buches geschrieben zu haben. Wallraff selbst bestreitet nicht, mit Ko-Autoren gearbeitet zu haben, hält dies aber für nebensächlich, auch beanspruche keiner von ihnen irgendwelche Rechte an den Werken. Wallraff zufolge lektorierte Gremliza als damaliger Herausgeber diktierte Texte.

### Ganz unten

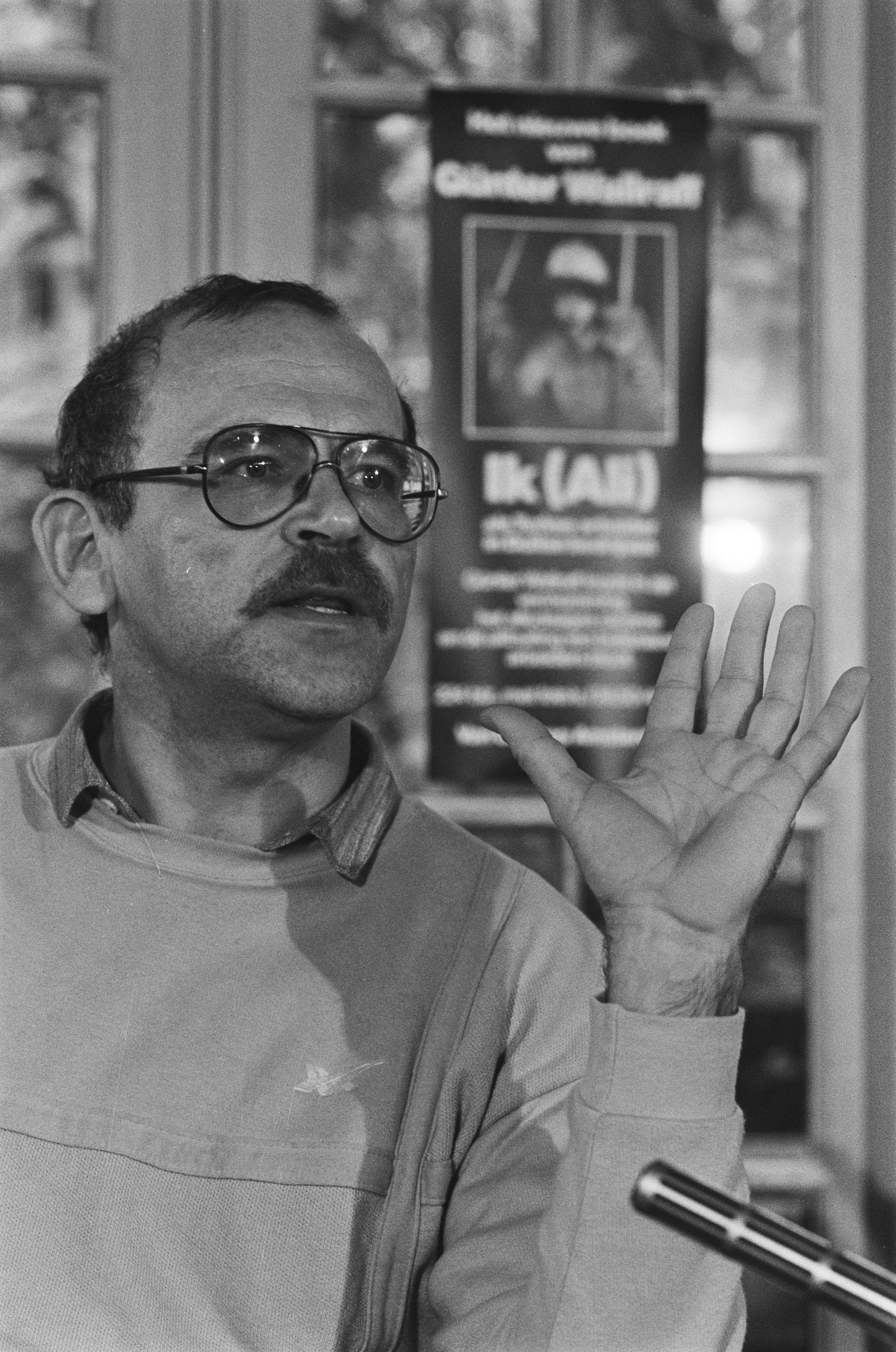
Günter Wallraff (1985)

Ab 1983 arbeitete Wallraff zwei Jahre lang als türkischer Gastarbeiter „Ali Levent Sinirlioğlu“ bei verschiedenen Unternehmen, unter anderem bei McDonald’s und Thyssen. Außerdem nahm er an klinischen Studien im Bereich der Pharmaforschung teil. Die von ihm als äußerst negativ empfundenen Erfahrungen, vom Umgangston gegenüber Gastarbeitern über Steuerspartricks der Firmen bis hin zur Verletzung elementarer Arbeitsschutzregeln, beschrieb er ausführlich in dem Buch Ganz unten, das in Zusammenarbeit mit mehreren Mitautoren entstand. Später gründete er den Hilfsfonds „Ausländersolidarität“. Der Dokumentarfilm Ganz unten erschien 1986. Das Buch Ganz unten wurde in Deutschland bislang über fünf Millionen Mal verkauft und erschien in 38 Übersetzungen. Es ist damit das erfolgreichste deutsche Sachbuch seit dem Jahr 1945.

### In Israel während des Zweiten Golfkriegs
Nachdem Saddam Hussein am 24. Dezember 1990 gedroht hatte, Israel im Falle eines Angriffs der Koalitionsstreitkräfte zu zerstören, reiste Wallraff 1991 durch israelische Kibbuzim und sprach unter anderem mit jüdischen Holocaust-Überlebenden. Seine Eindrücke und Erkenntnisse beschrieb er in dem Nachwort zu Lea Fleischmanns Buch Gas. Tagebuch einer Bedrohung – Israel während des Golfkriegs.

### Bei Abdullah Öcalan in Syrien
Im Dezember 1996 traf sich Wallraff mit dem PKK-Führer Abdullah Öcalan in einem syrischen Ausbildungslager, um mit ihm über Die Suren Apos des kurdischen Dissidenten Selim Çürükkaya zu reden, der aufgrund dieses Buches mit dem Tode bedroht wurde. Wallraff wurde dank seiner Rolle als türkischer Arbeiter „Ali“ von Öcalan freundlich empfangen, scheiterte aber in Bezug auf die Aufhebung des Mordbefehls. Das Gespräch wurde von der Zeit abgedruckt.

### Verhältnis zur DDR

#### Freundschaften mit DDR-Dissidenten
Nach eigenen Angaben war Wallraff mit dem DDR-Schriftsteller und -Bürgerrechtler Jürgen Fuchs befreundet.
In seiner Verteidigungsrede vor dem Athener Militärtribunal 1974 kritisierte er die DDR.
Nach der Ausbürgerung Wolf Biermanns aus der DDR fand dieser vorübergehend bei Wallraff Unterschlupf. Daraufhin wurden dessen Bücher, die in Lizenz in der DDR erschienen waren, dort aus dem Vertrieb genommen. Wallraff durfte nicht mehr in die DDR einreisen.
Er räumte 2015 ein: „Wir wussten von den Menschenrechtsverletzungen im Sozialismus, haben dies aber nicht nachhaltig genug thematisiert.“

#### Verdacht auf Stasi-Tätigkeit
Im September 2003 wurden Wallraff nach Einsichtnahme der BStU in die Rosenholz-Dateien Verbindungen zum Staatssicherheitsdienst der DDR in den 1960er und 1970er Jahren nachgewiesen; welcher Natur diese waren, ist aber umstritten. So wurde er von 1968 und 1971 von der HVA als Inoffizieller Mitarbeiter mit Arbeitsakte (IMA) Wagner geführt. Wallraff bestreitet nicht, in Kontakt mit der Stasi gewesen und als IM Wagner geführt gewesen zu sein, sondern jemals aktiv für die Stasi gearbeitet zu haben. Am 17. Dezember 2004 entschied das Landgericht Hamburg aufgrund einer Klage Wallraffs gegen den Axel-Springer-Verlag, dessen Medien ihn mehrfach als inoffiziellen Mitarbeiter und Stasi-Mitarbeiter bezeichnet hatten, dass durch die vorgelegten Dokumente der Verlag keinen Nachweis für seine Behauptungen erbringen konnte und diese deshalb zukünftig nicht wiederholen darf. Am 10. Januar 2006 bestätigte das Hanseatische Oberlandesgericht endgültig das Urteil gegen den Axel-Springer-Verlag, mit dem diesem verboten wird, Wallraff der Mitarbeit für die DDR-Staatssicherheit zu bezichtigen. 2010 gewährte der dänische Geheimdienst Historikern Zugang zu seinen Protokollen über Günter Wallraff aus den 1970er Jahren. Aus diesen geht hervor, dass sich Wallraff unter vier Augen mit dem Journalisten und IM Friedhelm Heinz Gundlach getroffen hatte.

### Weitere verdeckte Recherchen

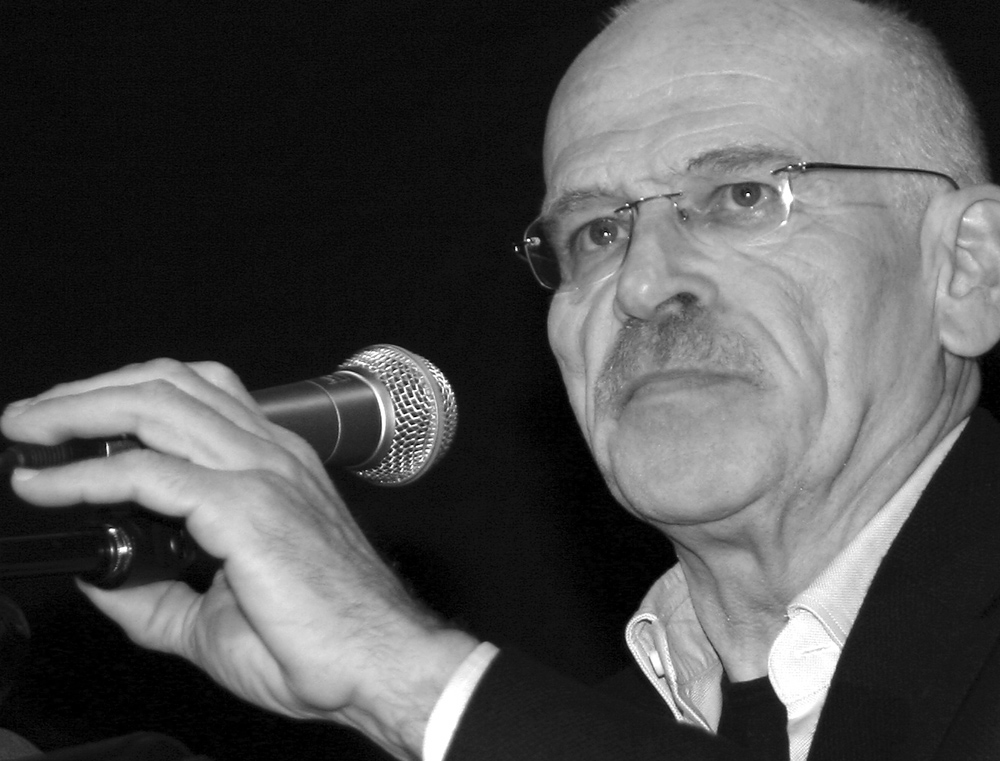
Günter Wallraff (2007)

Bereits in den 1990er Jahren recherchierte Wallraff in Japan als iranischer Arbeiter. Die dazugehörige Reportage fand im japanischen Fernsehen Aufmerksamkeit.
In Deutschland recherchiert Wallraff seit Mai 2007 für das wiederbelebte Zeit-Magazin Leben. Bei den Recherchen für die erste Reportage dieser Reihe verkaufte er in einem Callcenter der Firma CallOn im Direktvertrieb Systemlotto-Scheine der Firma LottoTeam. Da die Branche keine „älteren Leute“ einstelle, nahm Wallraff mithilfe eines Maskenbildners die Identität eines 16 Jahre jüngeren Mannes an. Wallraff berichtete über die dort und in einem Call-Center der Firma ZIU-International angewandten Methoden und kritisierte neben einer Belästigung der Angerufenen eine Fehlinformation der Mitarbeiter, systematische Verstöße gegen das Gesetz gegen den unlauteren Wettbewerb und Versuche, Vertragsabschlüsse durch wahrheitswidrige Behauptungen und Einschüchterung der Angerufenen zu erzwingen. Im November 2007 strahlte das ZDF den Dokumentarfilm Bei Anruf Abzocke aus.
Für die zweite Reportage dieser Reihe arbeitete Wallraff 2008 einen Monat lang für die Gebr. Weinzheimer Brotfabrik aus Stromberg, deren einziger Kunde damals der Lebensmitteldiscounter Lidl war, und veröffentlichte im Zeit-Magazin den Artikel Unser täglich Brötchen, in dem er neben der schlechten Bezahlung die Arbeitsbedingungen, Sicherheitsmängel und Hygienezustände kritisierte. Lidl reagierte auf die Veröffentlichung mit einer öffentlichen Stellungnahme, und Bernd Westerhorstmann, der Inhaber der Backfabrik, erstattete Anzeige gegen Wallraff wegen Hausfriedensbruchs. Nach Informationen des NDR sagte der Backbetrieb allerdings zu, seine Mitarbeiter künftig übertariflich zu bezahlen. Im September 2010 wurde über die Schließung des Betriebes, als Folge der Enthüllungen, berichtet. Gegen den Besitzer der Bäckerei wurde ein Prozess wegen fahrlässiger Körperverletzung geführt, in dem Wallraff als Zeuge vernommen wurde. Der Besitzer wurde freigesprochen.
Von Dezember 2008 bis Februar 2009 recherchierte Wallraff in Obdachlosenunterkünften unter anderem in Köln, Frankfurt am Main und Hannover und machte selbst „Platte“, um die Lebensbedingungen von Menschen ohne festen Wohnsitz zu untersuchen. Dabei deckte er zahlreiche Missstände in den Heimen auf: Manche würden nachts von innen verschlossen, es herrsche ein Klima von Angst und Gewalt und es mangele an Betreuungspersonal. Es müsse mehr Sozialarbeiter geben, die sich den Menschen vor Ort zuwenden. Wallraff selbst sieht Obdachlosigkeit als in der Wirtschaftskrise zunehmend zentrales Thema an, das bald jeden treffen könne. Infolge der Reportage über die Zustände in der Notunterkunft „Bunker am Welfenplatz“ in Hannover wurde diese geschlossen.
Im April 2009 deckte Wallraff in der Zeit einen weiteren Datenskandal bei der Deutschen Bahn auf.
Die Arbeitsbedingungen beim Logistikdienstleister General Logistics Systems (GLS) waren Inhalt einer im Mai 2012 ausgestrahlten Recherche Wallraffs. Nach einer mehrmonatigen Tätigkeit bei GLS warf der Journalist dem Unternehmen Lohndumping und desolate Arbeitsbedingungen vor. Die Beschäftigten würden in eine Scheinselbstständigkeit gedrängt und müssten bis zu 14 Stunden pro Tag arbeiten. Dies würde durch fingierte Angaben gegenüber Behörden verschleiert.

### Schwarz auf Weiß
Im Herbst 2009 erschien mit dem Film Schwarz auf Weiß – eine Reise durch Deutschland die nächste Undercover-Reportage von Günter Wallraff. Er hatte sich diesmal mit Hilfe einer Maskenbildnerin zu dunkler Hautfarbe verhelfen lassen. Monatelang tourte er als Somalier Kwami Ogonno mit einem Kamerateam quer durch Deutschland und entdeckte auf vielen Stationen seiner Reise latenten oder offenen Rassismus. Die schwarze Autorin Noah Sow kritisierte diese Aktion unter anderem mit den Worten: „Er äfft unterdrückte Minderheiten nach und erntet damit Geld, Aufmerksamkeit und sogar Respekt.“ Als „angemalter Weißer“ könne man schwarze Erfahrungen nicht machen. Die Methode selbst, so kritisiert die Süddeutsche Zeitung, sei rassistisch. Wallraff betreibe „weniger eine Anklage gegen den Rassismus als eine Inszenierung seiner eigenen Vorurteile“. In einer Stellungnahme wies dieser den Vorwurf während einer Diskussionsrunde des Fernsehsenders ARTE im Januar 2011 zurück und nannte im Gegenzug die Vorschrift, „wie ein Schwarzer zu sein habe“, rassistisch.

### Betrugsvorwürfe gegen Wallraff
Im August 2012 berichteten die FAZ und Der Spiegel über Vorwürfe von Wallraffs langjährigem Mitarbeiter André Fahnemann, er habe auf Wallraffs Anweisung hin eidesstattliche Versicherungen von Informanten gefälscht. Zudem habe Wallraff ihn vier Jahre lang ohne Vertrag und bei geringem Gehalt beschäftigt, während Fahnemann mit seinem Wissen staatliche Leistungen bezogen habe, was den Tatbestand der Beihilfe zum Sozialbetrug erfülle. Richard Brox, ein anderer Mitarbeiter Wallraffs mit langjährigen Erfahrungen von Obdachlosigkeit, widersprach den Vorwürfen. Wallraffs Anwalt Winfried Seibert wies die Vorwürfe ebenfalls zurück und sprach von einer „fiesen Denunziationsarie“: Fahnemann sei nie bei Wallraff angestellt gewesen. Man wisse nichts von Manipulationen und gehe davon aus, dass keine „in diesem Sinne gefälschte eidesstattliche Versicherung zu Gericht gelangt ist“. Die Staatsanwaltschaften in Köln und Bad Kreuznach leiteten Ermittlungsverfahren ein, die jedoch alle eingestellt wurden.

### RTL-Produktionen/Team Wallraff
Am 30. Mai 2012 wurde eine Wallraff-Sendung unter dem Titel „Günter Wallraff deckt auf! Der neueste Fall des Undercover-Spezialisten“ gezeigt. Am 17. Juni 2013 folgte eine weitere Sendung unter dem Titel „Team Wallraff – Undercover-Reporter decken auf“. Im April/Mai 2014 folgte eine Serie von drei Sendungen, die wegen einer Reportage zur Imbiss-Kette Burger King ein großes Medienecho erreichte. Einen Zusammenhang zwischen seiner Zusammenarbeit mit dem Konkurrenzunternehmen McDonald’s und den Enthüllungen über Burger King wies Wallraff zurück. Wallraff hatte 2010 an drei Veranstaltungen des von ihm zuvor in „Ganz Unten“ kritisierten Unternehmens McDonald’s mitgewirkt. Die Honorare ließ Wallraff an eine gekündigte Betriebsrätin und an seine Stiftung überweisen.

### Privates
Günter Wallraff war in erster Ehe ab 1966 mit der Erzieherin Birgit Wallraff, geborene Böll, einer Nichte des Schriftstellers Heinrich Böll, verheiratet. Aus dieser Ehe stammen zwei Töchter, Ruth und Ines. Es folgte eine Ehe mit der Lehrerin Dorlies Pollmann; aus dieser Beziehung ging eine Tochter hervor. Seit 1991 ist Wallraff in dritter Ehe mit der Fernsehjournalistin Barbara Munsch verheiratet, mit der er zwei Töchter hat. Im April 2019 verletzte sich Wallraff bei einem Fahrradsturz in Köln schwer. Wallraff wohnt in Ehrenfeld (Köln).

### Sonstiges
Wallraff ist mit dem britischen Schriftsteller Salman Rushdie befreundet. Nach der Fatwa des damaligen iranischen Staatschefs Chomeini gegen Rushdie hielt sich dieser im Jahr 1989 für einige Tage bei Wallraff versteckt. 2007 führte Wallraffs Vorschlag, in den Räumen der Kölner Moschee aus Rushdies Werk Die Satanischen Verse zu lesen, und die Ablehnung dieses Vorschlags durch die DİTİB, den Betreiber der neuen Zentralmoschee in Köln, zu vorübergehenden medialen Aufgeregtheiten.
Einige seiner Unterlagen waren im eingestürzten historischen Archiv der Stadt Köln aufbewahrt worden. Alle 240 Kisten konnten unbeschädigt geborgen werden.
Für die Finanzierung von Stipendien für verdeckte Recherchen forderte Wallraff 2008 eine Stiftung, deren Ziel es ist, Projekten junger Journalisten zu helfen. Die Stipendiaten sollen demnach „für ein bis drei Monate“ finanzielle Unterstützung erhalten, um „ungestört recherchieren zu können“. Wallraff erklärte, die Sozialreportage sei „weiterhin aktuell und notwendig“.

## Recherchestil

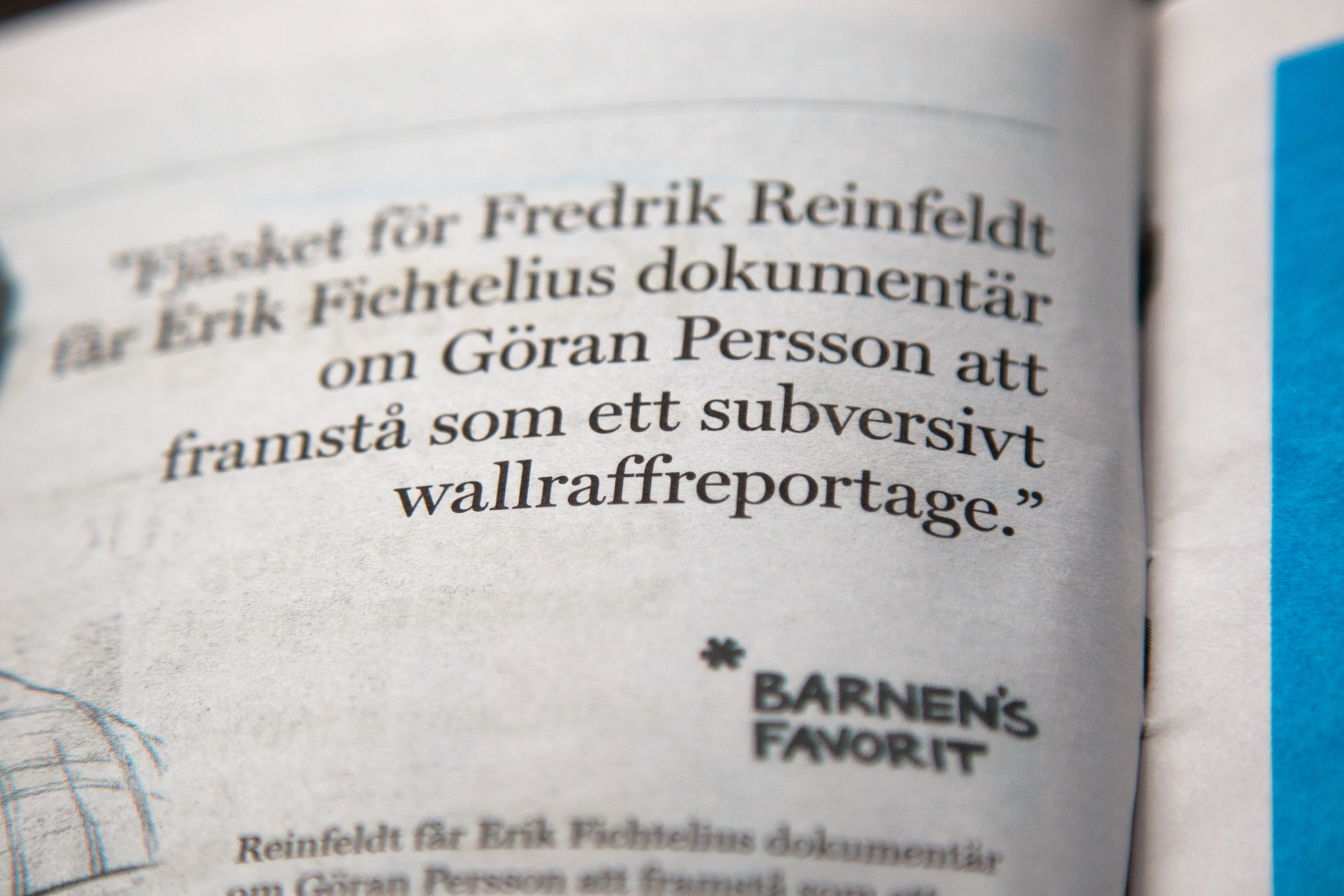
Das Wort „wallraffreportage“ in einer schwedischen Kulturzeitung 2011

„[…] man muss sich verkleiden, um die Gesellschaft zu demaskieren, muss täuschen und sich verstellen, um die Wahrheit herauszufinden.“

Wallraff wurde durch seine Recherchemethoden, bei denen er sich meist mit anderer Identität in das unmittelbare Kernumfeld des Reportage-Ziels einschleuste, international bekannt. So entstanden Dokumentationen, die aufgrund von persönlichem Erleben soziale Missstände anprangerten und versuchten, neue Einblicke in die Funktionsweise der Gesellschaft zu vermitteln.
Die auf diese Weise betroffenen Personen oder Firmen kritisierten, dass Wallraff ihr Persönlichkeitsrecht oder Betriebsgeheimnisse verletzt habe, und versuchten die Veröffentlichung seiner Rechercheergebnisse oftmals juristisch zu unterbinden. Die Gerichte, die darüber zu urteilen hatten, stuften Wallraffs Vorgehen als legal ein und begründeten ihre Urteilsfindung mit der Pressefreiheit sowie dem Interesse der Allgemeinheit an Bereichen, die die öffentliche Meinungsbildung betreffen. Vor dem Landgericht Köln einigte sich Wallraff mit einem Großbäcker auf einen Vergleich, womit er einige negative Äußerungen über diesen zurückzieht oder entschärft.
Die Regisseurin Claudia von Alemann bezeichnet in Anspielung ihr getarntes Vorgehen beim Drehen der Dokumentation Es kommt drauf an, sie zu verändern (1973) über die Situation von Frauen in der Produktion als „Wallraffiade“.
Für den Recherchestil verwendet man in Schweden den Begriff „wallraffing“, abgeleitet von dem entsprechenden Verb „att wallraffa“, das sogar in die aktuelle Ausgabe der Wortliste der Schwedischen Akademie aufgenommen wurde.

## Engagement
- Günter Wallraff ist seit 1971 Mitglied des PEN-Zentrum Deutschland und seit 2022 Gründungsmitglied des PEN Berlin.[61]
- Günter Wallraff ist u. a. Mitglied des Bürgerkomitees alternative Ehrenbürgerschaft, das in Köln die Alternative Kölner Ehrenbürgerschaft vergibt.[62]
- Günter Wallraff unterstützt als Botschafter die Initiative Respekt! Kein Platz für Rassismus.[63]
- Im Mai 2012 bot er dem unter Morddrohung stehenden Künstler Shahin Najafi Schutz an[64] und nahm ihn bei sich auf.[65]
- Im Oktober 2015 wurde bekannt, dass sich Wallraff 2014 als Austauschgeisel für einen früheren US-Soldaten, der von der Terrormiliz Islamischer Staat (IS) in Syrien entführt und gefangen gehalten wurde, angeboten hatte. Die Botschaft der USA lehnte das auch wegen des Risikos für Wallraff ab.[66]
- Am 6. Februar 2020 stellten Günter Wallraff mit Sigmar Gabriel (Bundesaußenminister a. D.), Gerhart Baum (Bundesinnenminister a. D.) und Sevim Dağdelen (MdB) in der Bundespressekonferenz in Berlin den Appell „Julian Assange aus der Haft entlassen“ vor, der von weit mehr als 100 Prominenten aus Politik, Wissenschaft, Kultur und Medien unterzeichnet wurde.[67]

## Preise und Auszeichnungen
- 1968: Förderpreis des Landes Nordrhein-Westfalen für Industriereportagen, zurückgegeben
- 1971: Mitgliedschaft im PEN-Zentrum der Bundesrepublik Deutschland
- 1979: Gerrit-Engelke-Preis Hannover (zusammen mit Günter Herburger)
- 1983: Monismanienpreis / Göteborgs Nation und Universität Uppsala (S)
- 1984: Carl-von-Ossietzky-Medaille
- 1985: Literaturpreis der Menschenrechte (Frankreich) zusammen mit James Baldwin
- 1986: Courage Orden des HCV Bürstadt[68]
- 1987: British Academy of Film and Television Arts
- 1987: Französischer Medienpreis Prix Jean d’Arcy für den Film Ganz unten
- 2010: Martinipreis der SPD Südpfalz
- 2010: Gerty-Spies-Literaturpreis
- 2010: Siebenpfeiffer-Preis der Siebenpfeiffer-Stiftung
- 2011: Gold World Medal beim New York Festival in der Kategorie Investigativer Report für den Film Schwarz auf Weiß
- 2011: Anti-Mobbing-Award[69]
- 2013: August-Bebel-Preis der (von Günter Grass gegründeten) August-Bebel-Stiftung, für sein Lebenswerk, Verleihung am 22. Februar 2013
- 2014: Deutscher Fernsehpreis für seine Undercover-Reportage „Team Wallraff“, Verleihung am 3. Oktober 2014
- 2016: Ehrenpreis des Deutschen Fernsehpreises, Verleihung am 13. Januar 2016
- 2019: Hans-Böckler-Preis der Stadt Köln[70]
- 2020: Hermann-Kesten-Preis[71]
- 2024 Otto-Brenner-Preis für sein Lebenswerk

## Günter-Wallraff-Preis für Journalismuskritik
Seit 2015 verleiht die Initiative Nachrichtenaufklärung e. V. (INA) im Rahmen des jährlichen Kölner Forums für Journalismuskritik beim Deutschlandfunk den mit 5.000 Euro dotierten Günter-Wallraff-Preis für Pressefreiheit und Menschenrechte. Die INA hat sich zum Ziel gesetzt, Personen oder Institutionen auszuzeichnen, die sich „auf originelle und ausgewogene Weise kritisch mit dem Journalismus auseinandersetzen“.

## Bibliografie

### Werke
- Wir brauchen Dich – Fabrikreportagen. Als Arbeiter in deutschen Industriebetrieben. Mit einem Nachwort von Christian Geissler. Rütten und Loenig, München 1966.
- Vorläufiger Lebenslauf. Nach Akten und Selbstaussagen des Stefan B. zwergschul-ergänzungsheft Band II Teil 3, Verlag Peter Paul Zahl, Berlin 1968.
- Meskalin – Ein Selbstversuch. Mit Original-Offsetlithographien von Jens Jensen. 1968, DNB 458568686.
- Nachspiele. Szenische Dokumentation. 1968, ISBN 3-923306-02-4.
- 13 unerwünschte Reportagen. 1969, ISBN 3-462-03174-0.
- Hängt den D. auf! Ein nicht gesendetes Fernsehspiel. In: Blätter für deutsche und internationale Politik. Heft 10, 1969, S. 1110–1120.
- Industriereportagen. Als Arbeiter in deutschen Großbetrieben. 1970, ISBN 3-462-02143-5.
- Von einem, der auszog und das Fürchten lernte. Bericht, Umfrage, Aktion. Aus der unterschlagenen Wirklichkeit. 1970, ISBN 3-921040-01-9.
- Neue Reportagen, Untersuchungen und Lehrbeispiele. 1972, ISBN 3-462-00856-0.
- mit Bernt Engelmann: Ihr da oben, wir da unten. 1973, ISBN 3-462-00937-0.
- mit Jens Hagen: Was wollt ihr denn, ihr lebt ja noch. Chronik einer Industrieansiedlung. 1974 , ISBN 3-453-43066-2.
- Wie hätten wir’s denn gerne? Unternehmenstrategen proben den Klassenkampf. Zusammen mit Bernd Kuhlmann. 1975, ISBN 3-87294-325-1.
- mit Eckart Spoo: Unser Faschismus nebenan. Griechenland gestern – ein Lehrstück für morgen. 1975, ISBN 3-462-01035-2.
- 13 unerwünschte Reportagen. 1975.
- Die Reportagen. 1976, ISBN 3-462-01128-6.
- mit Hella Schlumberger: Aufdeckung einer Verschwörung. Die Spinola-Aktion. 1976, ISBN 3-462-01180-4.
- mit Heinrich Böll: Berichte zur Gesinnungslage der Nation/Berichte zur Gesinnungslage des Staatsschutzes. 1977, ISBN 3-499-17134-1.
- Der Aufmacher – Der Mann, der bei „Bild“ Hans Esser war. Kiepenheuer & Witsch, Köln 1977, ISBN 3-462-02663-1. (Platz 1 der Spiegel-Bestsellerliste vom 24. Oktober 1977 bis zum 5. Februar 1978)
- Zeugen der Anklage. Die „BILD“-Beschreibung wird fortgesetzt. 1979, ISBN 3-462-01540-0.
- Das „Bild“-Handbuch, bis zum Bildausfall. 1982 .
- Die unheimliche Republik. Politische Verfolgung in der Bundesrepublik. Zusammen mit Heinrich Hannover. 1982.
- Nicaragua von innen. 1983, ISBN 3-922144-34-9.
- Die nackten Füße Nicaraguas. Dokumentarfilm, Drehbuch zusammen mit Manfred Vosz.
- Mein Lesebuch. 1984, ISBN 3-596-25794-8.
- Bericht vom Mittelpunkt der Welt. Die Reportagen. 1984, ISBN 3-462-01645-8.
- Befehlsverweigerung. Die Bundeswehr- und Betriebsreportagen 1984, ISBN 3-462-01644-X.
- Bild-Störung. Ein Handbuch. 1985, ISBN 3-462-01676-8.
- Enthüllungen. Recherchen, Reportagen und Reden vor Gericht. Mit einem Nachwort von Oskar Negt. 1985, ISBN 3-88243-219-5.
- Ganz unten. Beschreibung des Schicksals von illegal eingeschleusten Arbeitern. 1985, ISBN 3-462-01924-4. (Platz 1 der Spiegel-Bestsellerliste vom 11. November 1985 bis zum 14. April 1986)
- Günter Wallraffs BILDerbuch. Nachwort von Heinrich Böll. 1985.
- Predigt von unten. 1986, ISBN 3-88243-063-X.
- Reportagen 1963–1974. Mit Materialien und einem Nachwort des Autors. 1987, ISBN 3-462-01796-9.
- Vom Ende der Eiszeit und wie man Feuer macht. Aufsätze, Kritiken, Reden. Mit einem Vorwort von Prof. Dr. Hans Mayer. 1987, ISBN 3-462-01845-0.
- Akteneinsicht. 1987.
- Und macht euch die Erde untertan. Eine Widerrede. 1987, ISBN 3-88243-084-2.
- Ganz unten. Mit einer Dokumentation der Folgen. 1988, ISBN 3-462-02193-1.
- Wallraff war da. Ein Lesebuch von Günter Wallraff. 1989, ISBN 3-88243-116-4.
- Mein Tagebuch aus der Bundeswehr. Mit einem Beitrag von Flottillenadmiral Elmar Schmähling und einem Dialog zwischen Günter Wallraff und Jürgen Fuchs. 1992, ISBN 3-462-02206-7.
- Ich – der Andere. Reportagen aus vier Jahrzehnten. 2002, ISBN 3-462-03167-8.
- Aus der schönen neuen Welt. Expeditionen ins Landesinnere. 2009, ISBN 978-3-462-04049-4.
- Günter Wallraff Undercover. Reportagen aus der schönen neuen Welt: „Wo Arbeit wehtut“, „Bei Anruf Abzocke“, „Unter Null“. Regie: Pagonis Pagonakis. Absolut Medien, Berlin 2010, ISBN 978-3-89848-523-4 (DVD, 3 Teile, 117 Minuten).
- Die Lastenträger. Arbeit im freien Fall – flexibel schuften ohne Perspektive. Kiepenheuer und Witsch, Köln 2014, ISBN 978-3-462-04625-0 (herausgegeben von Günter Wallraff)
- Im Einsatz für Aufklärung und Menschlichkeit. Existenzielle Erfahrungen und Ermittlungen. Reclam, Ditzingen 2022, ISBN 978-3-15-014313-1.

### Herausgeberschaft
- Heinz G. Schmidt: Der neue Sklavenmarkt. 1985.
- S. G. Turan: Freiwild. 1992.
- A. Lessing: Mein Leben im Versteck. 1994.
- S. Cürükkaya: PKK – Die Diktatur des Abdullah Öcalan. 1997.
- D. Kaya: Meine einzige Schuld ist, als Kurdin geboren zu sein. 1998.
- mit Karl-Heinz Göttert (Hrsg.): Fallada zum Vergnügen. Reclam, Stuttgart 2022, ISBN 978-3-15-014258-5.

### Artikel
- Undercover. In: Die Zeit. Nr. 22, 2007.
- Unser täglich Brötchen. In: Die Zeit. Nr. 19, 2008.
- Unter null. In: Die Zeit. Nr. 11, 2009.
- In fremder Haut. In: Zeitmagazin. Nr. 43, 2009.
- Armee der Unsichtbaren. In: Zeitmagazin. Nr. 23, 2012. Undercover als Paketfahrer beim Paketdienst GLS.

### Sekundärliteratur
- Reinhard Dithmar: Günter Wallraffs Industriereportagen.  Kronberg 1973.
- Christian Linder (Hrsg.): In Sachen Wallraff. Berichte, Analysen und Dokumente. Kiepenheuer & Witsch, Köln 1975.
- Hans Bessermann: Der Fall Günter Wallraff. v. Hase und Koehler, Mainz 1979.
  - Neuausgabe: In Sachen Wallraff. Von den „Industriereportagen“ bis „Ganz unten“. Berichte, Analysen, Meinungen und Dokumente. Kiepenheuer & Witsch, Köln 1986.
- Ulla Hahn, Michael Töteberg: Günter Wallraff. 1979.
- Wallraff, H. Günter. In: Walter Habel (Hrsg.): Wer ist wer? Das deutsche Who’s who. 24. Ausgabe. Schmidt-Römhild, Lübeck 1985, ISBN 3-7950-2005-0, S. 1201.
- Frank Berger: Thyssen gegen Wallraff. Chronik einer politischen Affäre. Steidle Verlag, Göttingen 1988.
- Wilfried Kriese: In meinen Augen Günter Wallraff. Mauer Verlag, Rottenburg am Neckar 2004.
- Ina Braun: Günter Wallraff interkulturell gelesen. Traugott Bautz, Nordhausen 2006, ISBN 3-88309-207-X (Interkulturelle Bibliothek)
- Jürgen Gottschlich: Der Mann, der Günter Wallraff ist. Kiepenheuer & Witsch, Köln 2007, ISBN 978-3-462-03926-9.
- Wolfgang Bittner, Mark vom Hofe: Ein Leben mit vielen Gesichtern. Günter Wallraff. In: Ich mische mich ein. Markante Lebensläufe. Horlemann, Bad Honnef 2006, ISBN 3-89502-222-5.

## Filme
- Flucht vor den Heimen. 1971.
- mit Roland Gall: Ermittlungen gegen Unbekannt. Fritz Wagner Filmproduktion, 1973/1974.
- Steckbrief eines Unerwünschten 1975, 105 Min, Interview von Günter Wallraff durch das DDR-Fernsehen mit drei exemplarischen Fällen als nachgestellte Spielszenen durch die DEFA („Fürst Mönch Emmeram und sein Knecht“, „Melitta-Report“, „Mahlzeit, Herr Direktor“ (Gerling)).[73][74]
- Informationen aus dem Hinterland. 1977, 78 Min (Dokumentation zu den Recherchen bei Bild-Hannover)
- Knoblauch, Kölsch und Edelweiß. 1981, (Dokumentation zu Wallraffs Wohnviertel Köln-Ehrenfeld)
- Die nackten Füße Nicaraguas. 1983, 100 Min (Dokumentarfilm, Drehbuch)
- Jörg Gfrörer, Günter Wallraff: Ganz unten. KAOS Film- und Videoteam GmbH (Köln)/Pirat-Film (Köln)/Radio Bremen (RB), 1985, (Wallraffs Erfahrungen als türkischer Gastarbeiter Ali bei Thyssen)
- Alias Günter Wallraff. Ein DEFA-Dokumentarfilm von Roland Steiner. 1988
- Das gesellschaftliche „Phänomen“ Günter Wallraff. Versuch einer filmischen Befragung.
- Günter Wallraff: Schwarz auf Weiß. Captator Film GmbH, Kinostart: 22. Oktober 2009 (Wallraff als Flüchtling aus Somalia)
- Team Wallraff deckt auf.[75]  Fernsehreihe seit dem 28. April 2014, RTL
- Lutz Hachmeister: Wallraff war hier. Dokumentation zu Günter Wallraffs 75. Geburtstag, 60 Min., RTL 2017

## Schauspiel
- Wir sind Günter Wallraff! von Alexander Eisenach und Johannes Kirsten, inszeniert im Frühjahr 2015 für das Staatsschauspiel Hannover[76]

## Hörspiel
- mit Jens Hagen: Das Kraftwerk. Hessischer Rundfunk, 1968.

## Interviews
- G. Wallraff, „13 unerwünschte Reportagen“, Radiointerview, Saarländischer Rundfunk, 1970, 55min, MP3
- Engelmann/Wallraff, „Ihr da oben – wir da unten“, Radiointerview, Saarländischer Rundfunk, 1974, 55min, MP3
- G. Wallraff, „Der Mann, der bei Bild…“, Radiointerview, Saarländischer Rundfunk, 1977, 55min, MP3
- „Ich bin aus Fehlern zusammengesetzt“, Interview mit Günter Wallraff in der Süddeutschen Zeitung, 2008
- G. Wallraff, „Ich, der andere“, Radiointerview, Saarländischer Rundfunk, 2002, 55min, MP3
- „Die besten Träume sind die, in denen ich fliege“. In: Süddeutsche Zeitung Magazin. 30. Oktober 2015, S. 14–23.
- Barbara Stühlmeyer: Wegschauen geht nicht. Ein Interview mit Günter Wallraff zum 75. Geburtstag. In: Die Tagespost. 30. September 2017, S. 10.

## TV-Talkshows (Beispiel)
- Günther Jauch: „Amazon ist asozial“ am 8. Dezember 2013, mit Laura Karasek, Günter Wallraff und Ranga Yogeshwar